# Selliguea neglecta
Selliguea neglecta är en stensöteväxtart som först beskrevs av Carl Ludwig Blume och som fick sitt nu gällande namn av Peter Hans Hovenkamp.
Selliguea neglecta ingår i släktet Selliguea och familjen Polypodiaceae. Inga underarter finns listade i Catalogue of Life.